# Võru
Võru ([ˈʋɤru] en estonià; en võro: Võro; en alemany: Werro) és una ciutat i un municipi al sud-est d'Estònia. És la capital del comtat de Võru i el centre de la parròquia de Võru.

## Història
Võru va ser fundada el 21 d'agost de 1784, a petició de l'emperadriu Caterina II de Rússia, per ordre del governador general de Riga, el comte George Browne, al lloc de l'antiga finca de Võru com a centre del nou comtat.
Des de 1797 fins a l'actualitat, Võru ha estat el centre administratiu de la regió circumdant.
El 1827, es va obrir l'Hospital de la Ciutat de Võru i Friedrich Reinhold Kreutzwald, que va viure i treballar com a metge a Võru entre 1833 i 1877, també va escriure l' èpica nacional estònia "Kalevipoeg" a Võru. El desenvolupament de la ciutat va ser facilitat pel ferrocarril Pskov-Riga acabat el 1889, que va permetre tenir una connexió directa amb Riga i Sant Petersburg. Com a conseqüència es va desenvolupar el comerç, es va construir un molí fariner, una serradora i una destil·leria. Võru es va convertir en el centre de la zona rural circumdant.

## Geografia i clima
La ciutat està situada a la vora del llac Tamula.
Võru té un clima continental humit (Dfb segons la classificació climàtica de Köppen) amb estius càlids i hiverns freds. Võru té un dels climes més continentals d'Estònia: ambdues temperatures de 35.6 °C (96.1 °F), que és la temperatura més alta mai registrada al país i −43.4 °C (−46.1 °F), que s'aproxima molt a la temperatura més freda mai registrada al país (després de Jõgeva) es registren aquí. Les precipitacions solen ser més altes a principis d'estiu fins a finals de tardor, i més baixes a finals d'hivern fins a principis de primavera.
| Paràmetres climàtics mitjans de Võru (normals 1991–2020, extremes 1868–present) | Paràmetres climàtics mitjans de Võru (normals 1991–2020, extremes 1868–present) | Paràmetres climàtics mitjans de Võru (normals 1991–2020, extremes 1868–present) | Paràmetres climàtics mitjans de Võru (normals 1991–2020, extremes 1868–present) | Paràmetres climàtics mitjans de Võru (normals 1991–2020, extremes 1868–present) | Paràmetres climàtics mitjans de Võru (normals 1991–2020, extremes 1868–present) | Paràmetres climàtics mitjans de Võru (normals 1991–2020, extremes 1868–present) | Paràmetres climàtics mitjans de Võru (normals 1991–2020, extremes 1868–present) | Paràmetres climàtics mitjans de Võru (normals 1991–2020, extremes 1868–present) | Paràmetres climàtics mitjans de Võru (normals 1991–2020, extremes 1868–present) | Paràmetres climàtics mitjans de Võru (normals 1991–2020, extremes 1868–present) | Paràmetres climàtics mitjans de Võru (normals 1991–2020, extremes 1868–present) | Paràmetres climàtics mitjans de Võru (normals 1991–2020, extremes 1868–present) | Paràmetres climàtics mitjans de Võru (normals 1991–2020, extremes 1868–present) |
| Mes                                                                             | Gen.                                                                            | Feb.                                                                            | Mar.                                                                            | Abr.                                                                            | Mai.                                                                            | Jun.                                                                            | Jul.                                                                            | Ago.                                                                            | Set.                                                                            | Oct.                                                                            | Nov.                                                                            | Des.                                                                            | Anual                                                                           |
| ------------------------------------------------------------------------------- | ------------------------------------------------------------------------------- | ------------------------------------------------------------------------------- | ------------------------------------------------------------------------------- | ------------------------------------------------------------------------------- | ------------------------------------------------------------------------------- | ------------------------------------------------------------------------------- | ------------------------------------------------------------------------------- | ------------------------------------------------------------------------------- | ------------------------------------------------------------------------------- | ------------------------------------------------------------------------------- | ------------------------------------------------------------------------------- | ------------------------------------------------------------------------------- | ------------------------------------------------------------------------------- |
| Font:                                                                           |                                                                                 |                                                                                 |                                                                                 |                                                                                 |                                                                                 |                                                                                 |                                                                                 |                                                                                 |                                                                                 |                                                                                 |                                                                                 |                                                                                 |                                                                                 |

## Demografia
| Ètnia       | 1922   | 1922 | 1934   | 1934 | 1941   | 1941 | 1959   | 1959 | 1970   | 1970 | 1979   | 1979 | 1989   | 1989 | 2000   | 2000 | 2011   | 2011 | 2021   | 2021 |
| Ètnia       | nombre | %    | nombre | %    | nombre | %    | nombre | %    | nombre | %    | nombre | %    | nombre | %    | nombre | %    | nombre | %    | nombre | %    |
| ----------- | ------ | ---- | ------ | ---- | ------ | ---- | ------ | ---- | ------ | ---- | ------ | ---- | ------ | ---- | ------ | ---- | ------ | ---- | ------ | ---- |
| Estonians   | 4480   | 88.3 | 4855   | 91.1 | 5250   | 97.1 | 8604   | 80.4 | 12307  | 79.9 | 13783  | 82.2 | 14985  | 85.6 | 13414  | 90.2 | 11651  | 92.0 | 11042  | 93.1 |
| Russos      | 163    | 3.21 | 171    | 3.21 | 87     | 1.61 | -      | -    | 2277   | 14.8 | 2378   | 14.2 | 1934   | 11.1 | 1112   | 7.47 | 804    | 6.35 | 599    | 5.05 |
| Ucraïnesos  | -      | -    | 0      | 0.00 | -      | -    | -      | -    | 312    | 2.03 | 261    | 1.56 | 249    | 1.42 | 99     | 0.67 | 64     | 0.51 | 51     | 0.43 |
| Belarussos  | -      | -    | -      | -    | -      | -    | -      | -    | 112    | 0.73 | 96     | 0.57 | 90     | 0.51 | 44     | 0.30 | 30     | 0.24 | 22     | 0.19 |
| Finlandesos | -      | -    | 3      | 0.06 | 1      | 0.02 | -      | -    | 91     | 0.59 | 77     | 0.46 | 81     | 0.46 | 61     | 0.41 | 40     | 0.32 | 27     | 0.23 |
| Jueus       | 118    | 2.33 | 96     | 1.80 | 0      | 0.00 | -      | -    | 20     | 0.13 | 10     | 0.06 | 12     | 0.07 | 6      | 0.04 | 4      | 0.03 | 4      | 0.03 |
| Letons      | -      | -    | 37     | 0.69 | 21     | 0.39 | -      | -    | 30     | 0.19 | 30     | 0.18 | 35     | 0.20 | 23     | 0.15 | 14     | 0.11 | 23     | 0.19 |
| Alemanys    | 188    | 3.71 | 145    | 2.72 | -      | -    | -      | -    | -      | -    | 33     | 0.20 | 17     | 0.10 | 7      | 0.05 | 5      | 0.04 | 8      | 0.07 |
| Tàtars      | -      | -    | 0      | 0.00 | -      | -    | -      | -    | -      | -    | 19     | 0.11 | 12     | 0.07 | 6      | 0.04 | 1      | 0.01 | 0      | 0.00 |
| Polonesos   | -      | -    | 11     | 0.21 | 9      | 0.17 | -      | -    | -      | -    | 18     | 0.11 | 22     | 0.13 | 8      | 0.05 | 6      | 0.05 | 3      | 0.03 |
| Lituans     | -      | -    | 0      | 0.00 | 0      | 0.00 | -      | -    | 30     | 0.19 | 4      | 0.02 | 4      | 0.02 | 3      | 0.02 | 3      | 0.02 | 0      | 0.00 |
| unknown     | 0      | 0.00 | 1      | 0.02 | 6      | 0.11 | 0      | 0.00 | 0      | 0.00 | 0      | 0.00 | 0      | 0.00 | 44     | 0.30 | 9      | 0.07 | 40     | 0.34 |
| other       | 122    | 2.41 | 13     | 0.24 | 33     | 0.61 | 2096   | 19.6 | 219    | 1.42 | 58     | 0.35 | 55     | 0.31 | 52     | 0.35 | 36     | 0.28 | 43     | 0.36 |
| Total       | 5071   | 100  | 5332   | 100  | 5407   | 100  | 10700  | 100  | 15398  | 100  | 16767  | 100  | 17496  | 100  | 14879  | 100  | 12667  | 100  | 11865  | 99.9 |

## Cultura
El Festival de Folklore de Võru se celebra anualment el mes de juliol des del 1995.
Friedrich Reinhold Kreutzwald, l'autor de l'èpica nacional estonia "Kalevipoeg", va viure a Võru de 1833 a 1877. Fr. El Museu del Memorial a Fr.R.Kreutzwald i l'Institut Võro també es troben a la ciutat.

## Esports
Võru és la seu de l'estadi Võru, el camp de l'equip de futbol de la II liiga Võru JK.

## Transport
La ruta europea E263 és la principal connexió amb la resta d'Estònia. Altres carreteres connecten Võru amb Põlva, Räpina, Antsla i Valga. El ferrocarril Valga – Pechory, que passa per Võru, està actualment inactiu i l'estació va deixar de funcionar el 2014.

## Exèrcit
Võru és la llar de la base de l'exèrcit de Taara, el quarter general del batalló d'infanteria Kuperjanov.

## Agermanaments
Võru està agermanada amb:
- Alūksne, Letònia
- Bad Segeberg, Alemanya
- Chambray-lès-Tours, França
- Härryda, Suècia
- Iisalmi, Finlàndia
- Joniškis, Lituània
- Kaniv, Ucraïna
- Laitila, Finlàndia
- Landskrona, Suècia
- Pechorsky, Rússia
- Smolyan, Bulgària
- Suwałki, Polònia

## Persones notables
- Priit Aimla (nascut el 1941) escriptor, poeta, humorista i polític nascut a Võru.
- Helmut Ajango (1931–2013), arquitecte estonià-nord-americà nascut a Võru.
- Moses Wolf Goldberg (1905–1964), químic jueu estonià, va viure a Võru de petit.
- Sulev Iva (nascut el 1969), defensor de la identitat de Võro, fundador de l'Institut Võro.
- Meelis Kanep (nascut el 1983), mestre d'escacs estonià nascut a Võru.
- Friedrich Reinhold Kreutzwald (1803–1882), escriptor i folklorista estonià, autor de l'èpica nacional estonia Kalevipoeg, va viure a Võru entre 1833 i 1877.
- Ain Mäeots (nascut el 1971), actor i director estonià nascut a Võru.
- Innar Mäesalu (nascut el 1970), polític estonià
- Marianne Mikko (nascuda el 1961), política estònia.
- Hilje Murel (nascuda el 1975), actriu estoniana nascuda a Võru.
- Priit Narusk (nascut el 1977), esquiador de fons estonià nascut a Võru.
- Erki Nool (nascut el 1970), decatleta i polític estonià nascut a Võru.
- Erki Pehk (nascut el 1968), director d'orquestra estonià nascut a Võru.
- Priidu Puusepp (1887–1972), pedagog i lingüista estonià nascut a Võru.
- Anti Saarepuu (nascut el 1983), esquiador de fons estonià nascut a Võru.
- Leon Sibul (1932–2007), enginyer elèctric nord-americà nascut a Võru.
- Uku Suviste (nascut el 1982), cantant estonià nascut a Võru.
- Kaija Udras (nascut el 1986), esquiador de fons estonià nascut a Võru.
- Debora Vaarandi (1916–2007), poeta estonià nascut a Võru.
- Katrin Välbe (1904–1981), actriu estoniana nascuda a Võru.
- Kullar Viimne (nascut el 1980), filler estonià nascut a Võru.

## Galeria

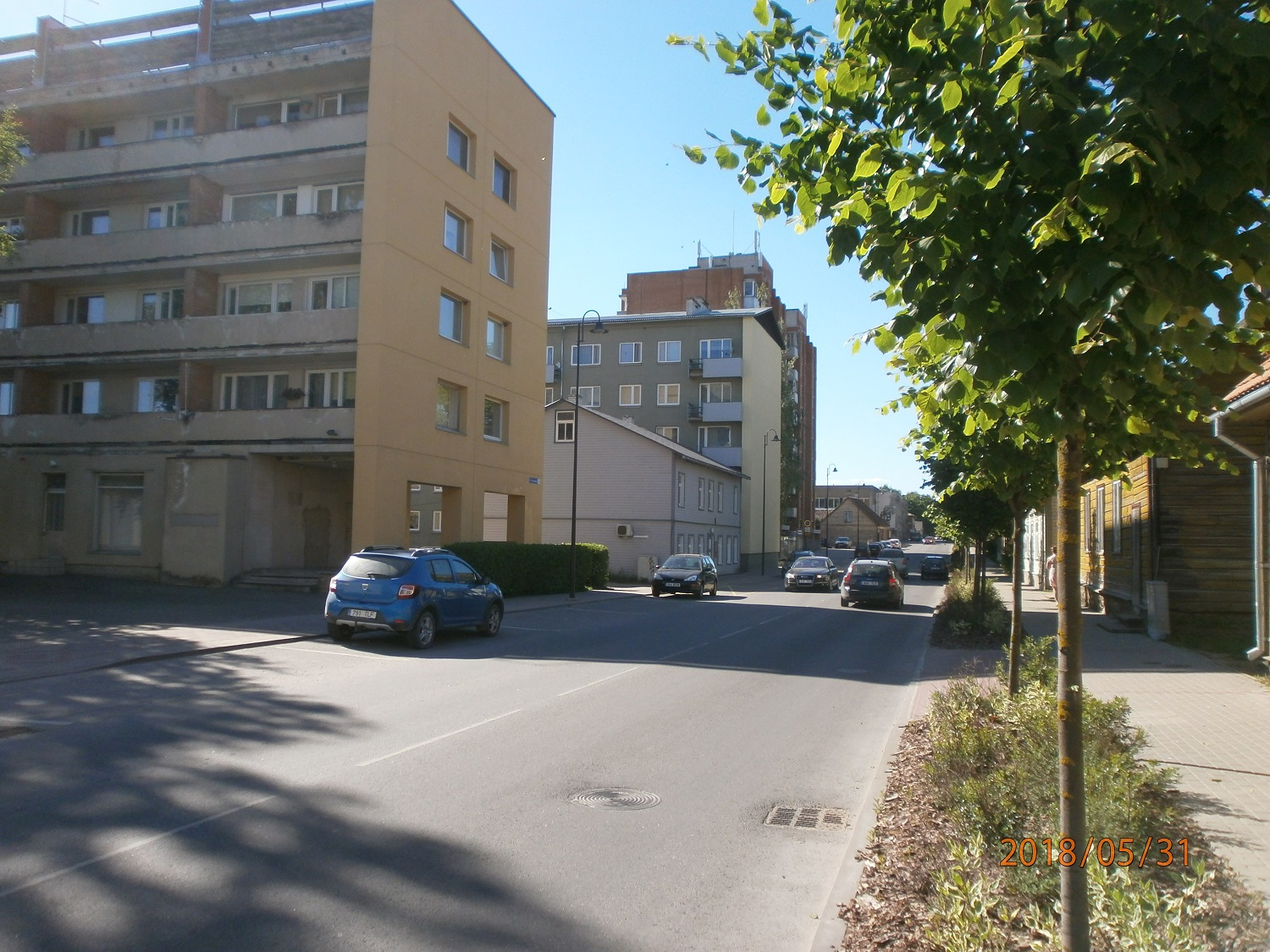
Carrer Fr.R.Kreutzwald de Võru
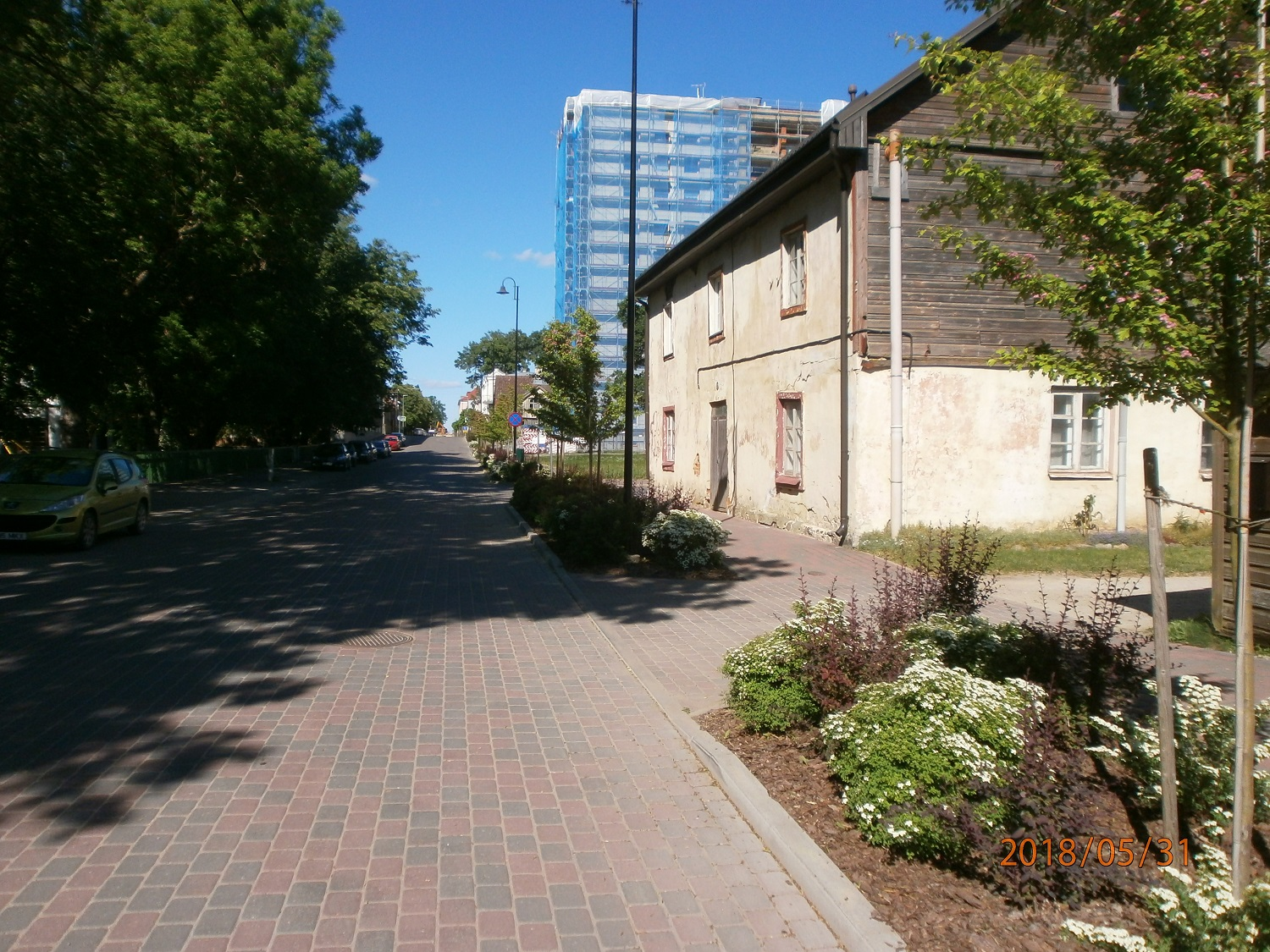
Carrer Tartu prop de la platja del llac
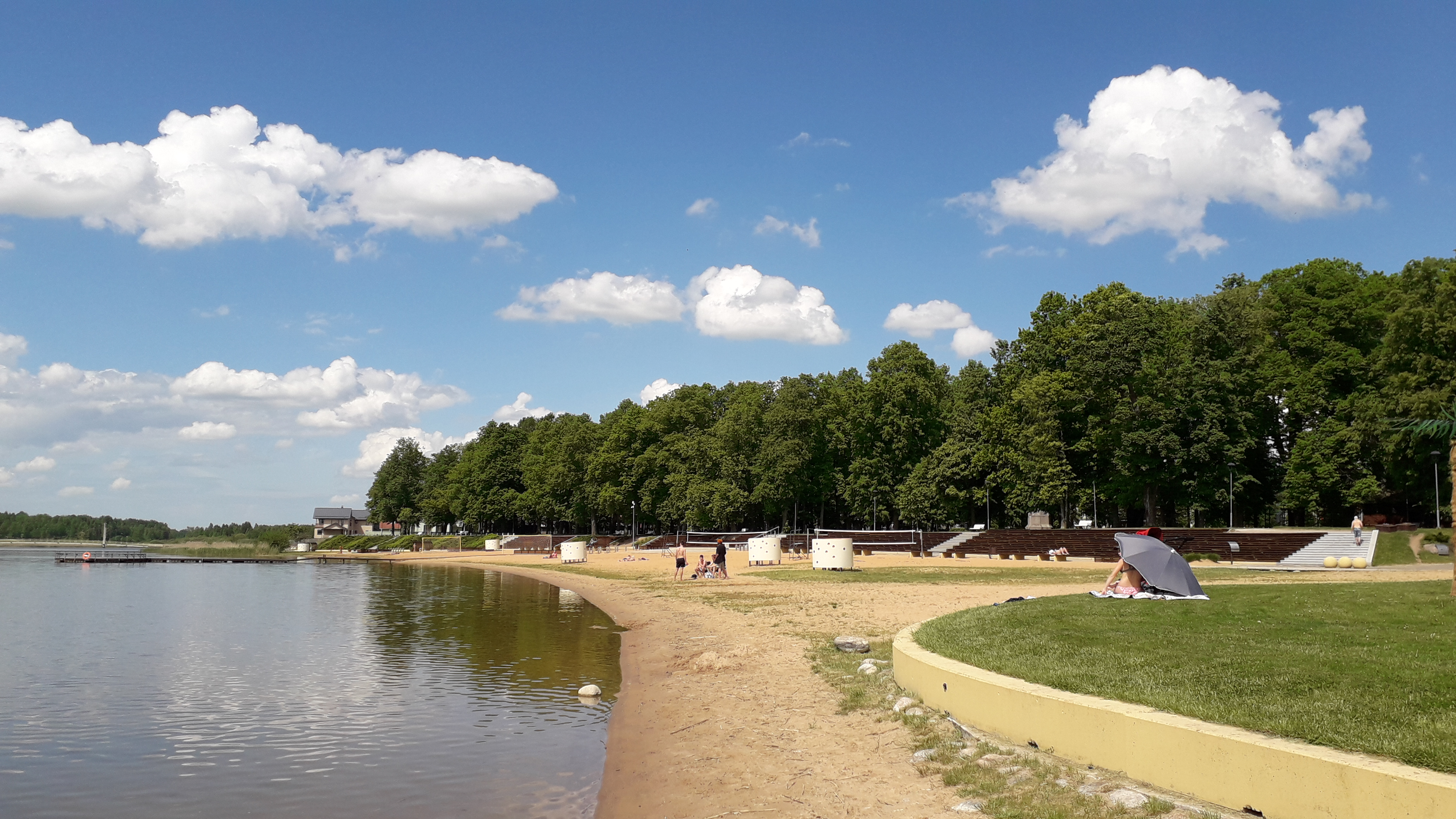
Llac Tamula
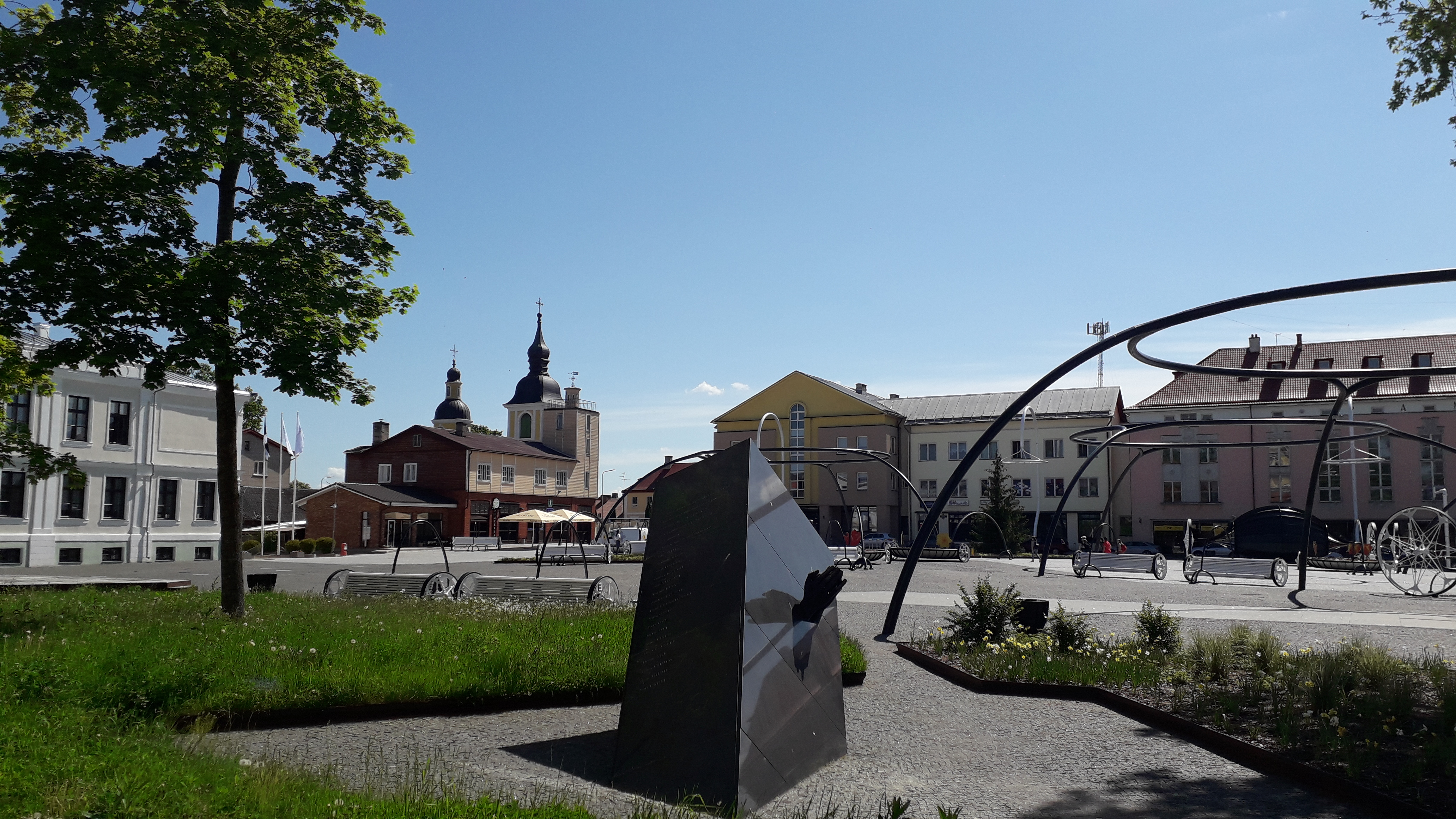
MS Estònia Memorial a la plaça central
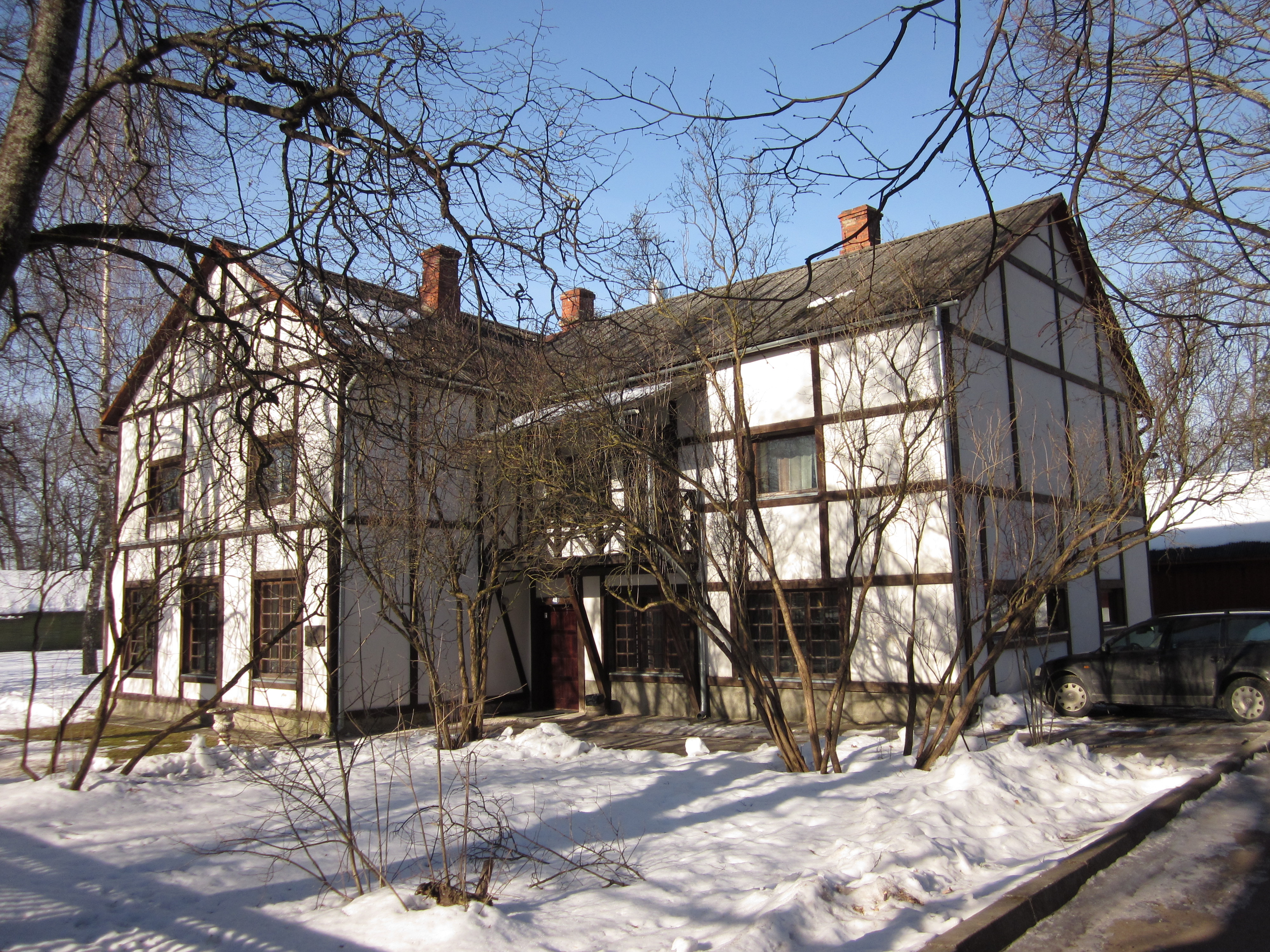
Institut Võro
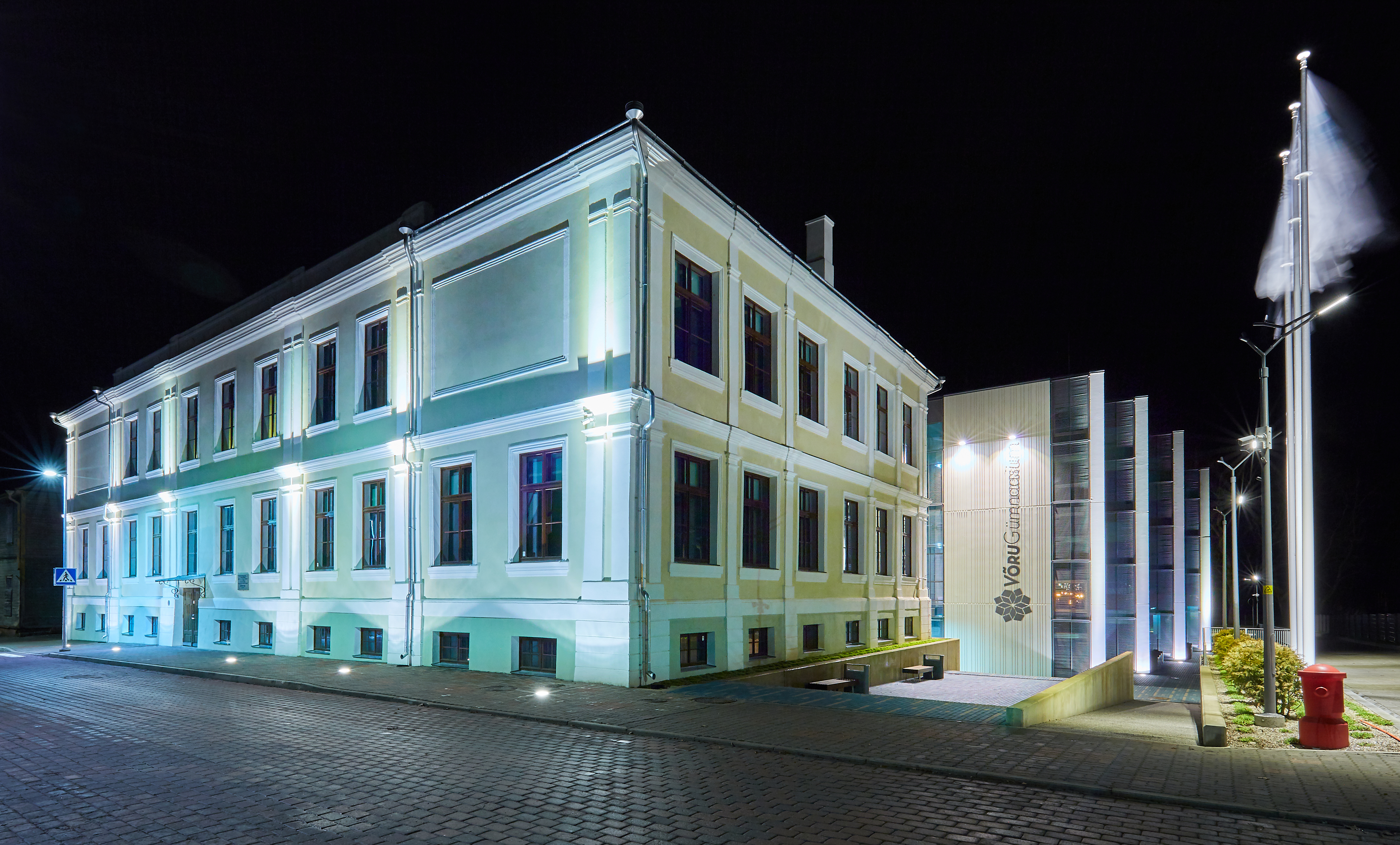
Gimnàs de Võru
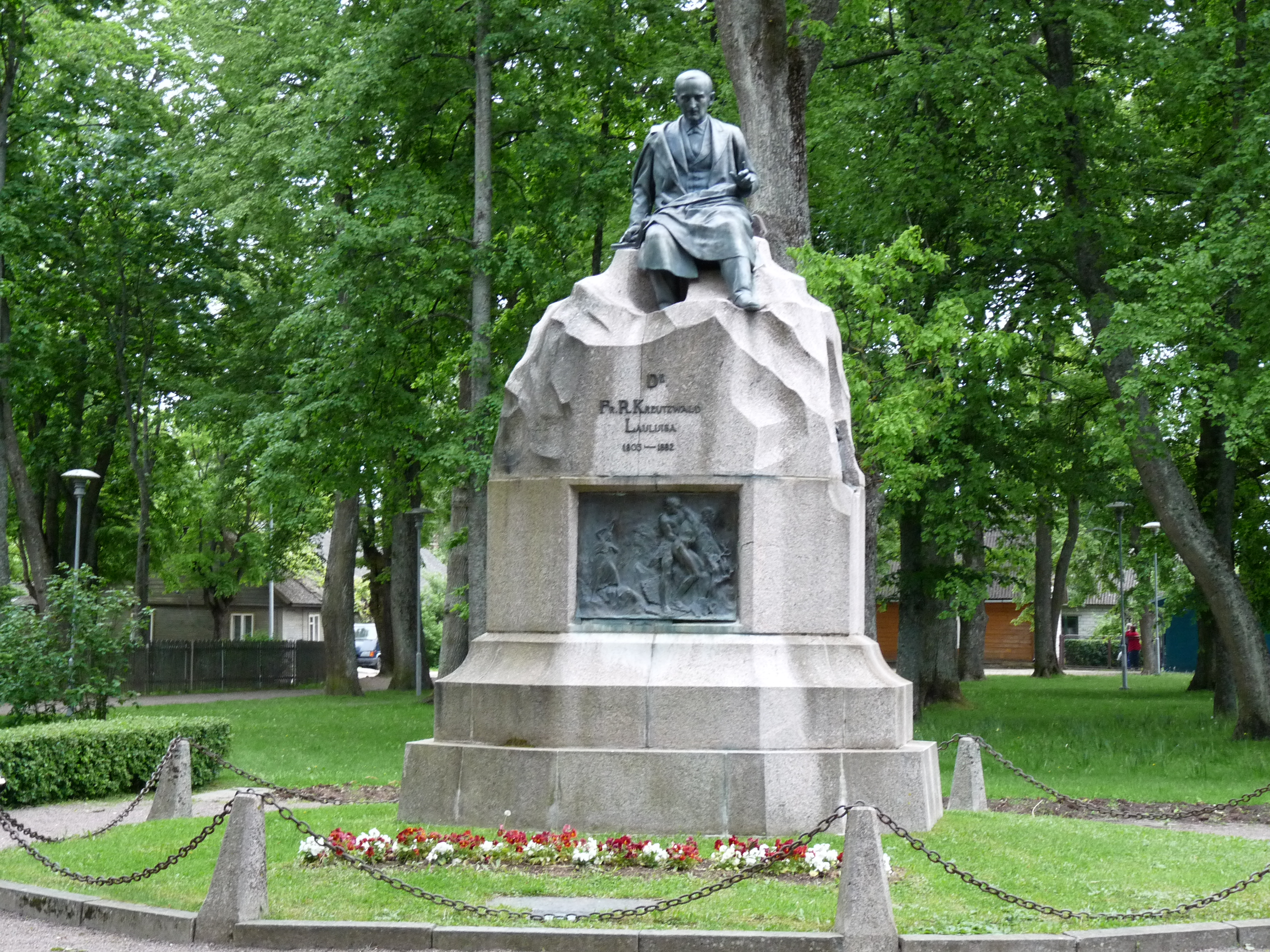
Monument a Friedrich Reinhold Kreutzwald
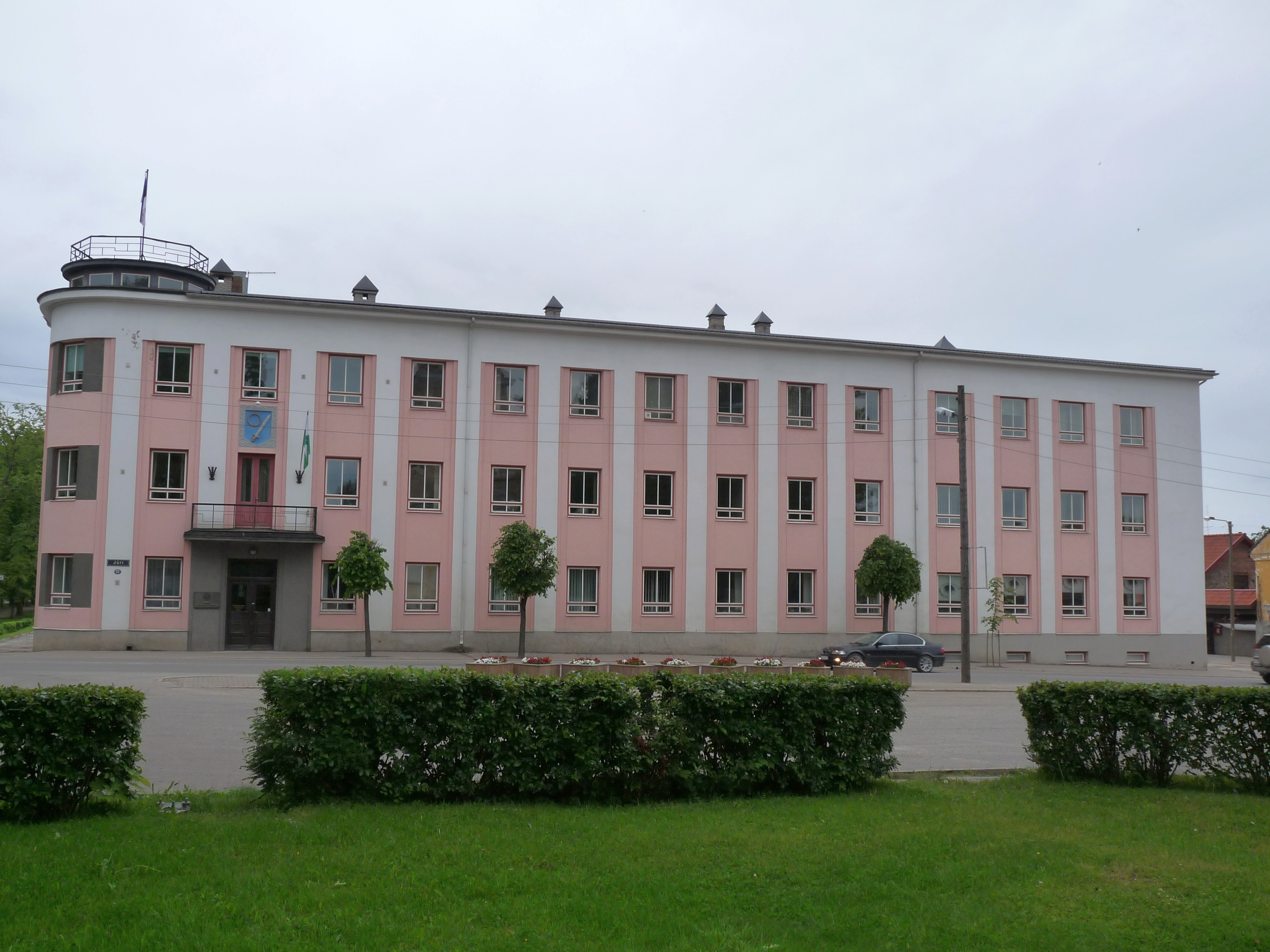
Edifici del govern del comtat de Võru
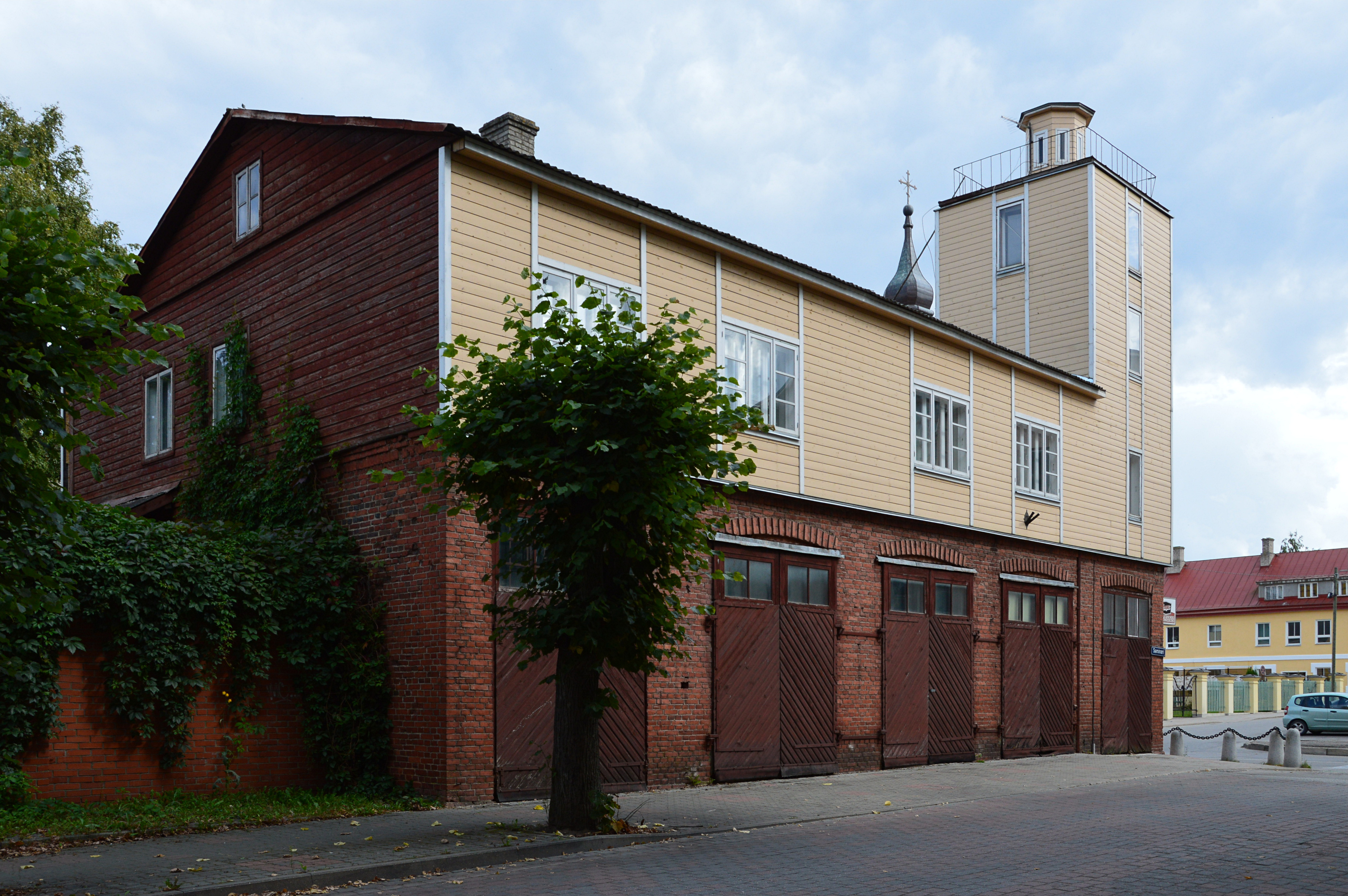
Antic parc de bombers